# Szamasz-belu-usur (gubernator Arzuhiny)
Szamasz-belu-usur lub Szamasz-bela-usur (akad. Šamaš-bēlu-uṣur lub Šamaš-bēla-uṣur, zapisywane po sumeryjsku mdutu.en.pap, tłum. „Szamaszu, strzeż pana!”) – wysoki dostojnik, gubernator prowincji Arzuhina za rządów asyryjskiego króla Sargona II (722-705 p.n.e.). Według asyryjskich list i kronik eponimów w 710 r. p.n.e. pełnił urząd limmu (eponima). Osoba o jego imieniu – najprawdopodobniej właśnie on – wymieniana jest też jako gubernator prowincji Der za rządów Sargona II i Sennacheryba.